# Бородай Олександр Леонідович
Олекса́ндр Леоні́дович Борода́й — полковник медичної служби Збройних сил України, заслужений лікар України (2014).

## Життєпис
У часі війни в Афганістані старший лейтенант медичної служби Олександр Бородай оперував поранених радянських бійців — окремий медичний батальйон, Баграм.
Служив у травматологічному відділенні центрального військового госпіталю 40-ї армії, за цей час зробив над 300 операцій різного ступеня складності.
Брав участь у миротворчих операціях у Косові та Ліберії.
Начальник клініки ушкоджень — провідний травматолог Військово-медичного клінічного центру Північного регіону — на 475 ліжок. Лікар-ортопед вищої категорії.

## Нагороди
За особисту мужність і героїзм, виявлені у захисті державного суверенітету та територіальної цілісності України, вірність військовій присязі під час російсько-української війни, також відзначений:
- орден Богдана Хмельницького 3 ступеня [2]
- медаллю «За військову службу Україні»[3]